# Non-Violence

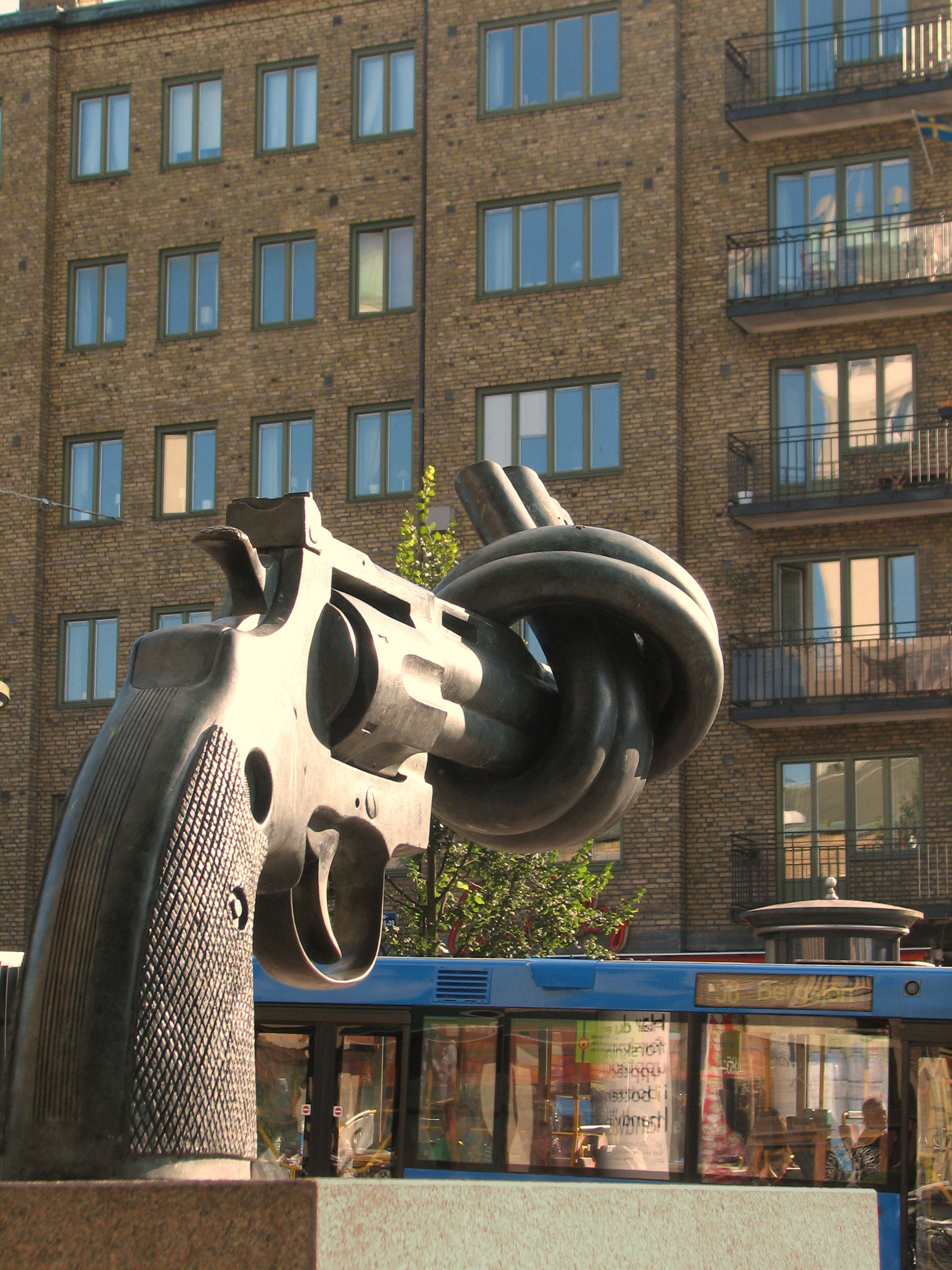
Non-Violence i Göteborg.

Non-Violence, icke-våld, är en bronsskulptur av Carl Fredrik Reuterswärd från 1980, vilken föreställer en revolver med en knut på pipan. På Skissernas museum i Lund finns en skiss till revolvern där Reuterswärd antecknat att det var sorgen efter mordet på John Lennon 1980 som fick honom att utforma verket.
Verket är placerat på flera platser i världen, bland annat utanför Förenta Nationernas högkvarter i New York, i Berlin och i Peking.

## Platser
- Förenta nationernas högkvarter i New York, avtäckt 30 september[2] 1988
- Bundeskanzleramt, Berlin
- Chaoyangparken, Peking
- Victoria & Alfred Waterfront i Kapstaden
- Fredsmuseet Mémorial de Caen i Caen, Frankrike
- Framför en av EU-kommissionens byggnader i stadsdelen Kirchberg i Luxemburg
- Sergelgatan i Stockholm
- Korsningen Kungsportsavenyen/Engelbrektsgatan i Göteborg
- Bagers plats (tidigare på Skeppsbron) i Malmö
- Anna Lindhs park i Borås
- Roslagsbanans station utanför Täby Centrum
- Korsningen Brogatan/Hantverksgatan, Halmstad[3]
- Små versioner av skulpturen finns på Fittja och Åkeshovs tunnelbanestationer[4]
- Skissernas museums skulpturpark i Lund[5]
- Framför Landskrona museum i Landskrona (med en dubbel knut på pipan)
- Green Hotel i Tällberg, Dalarna
- Göteborgs Högre Samskola, Lilla skolan, Föreningsgatan i Göteborg
- Göteborgs Högre Samskola, Stora skolan, Stampgatan 13 i Göteborg
- Självstyrelseparken, Mariehamn, Åland
- Beirut, Libanon

## Bildgalleri

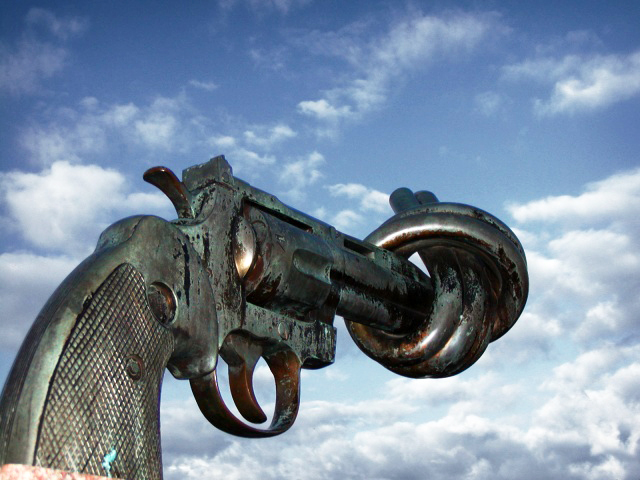
Malmö
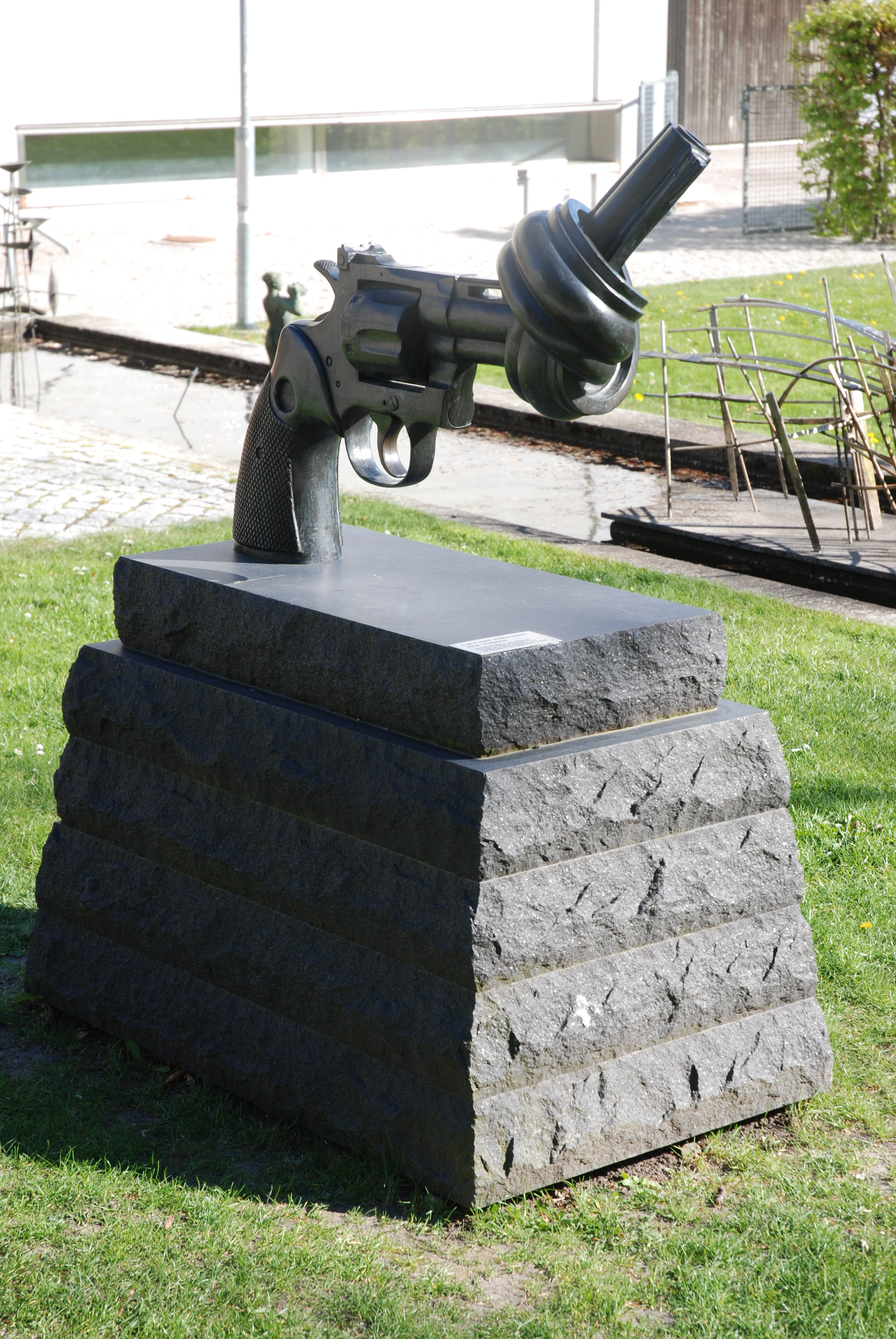
Lund
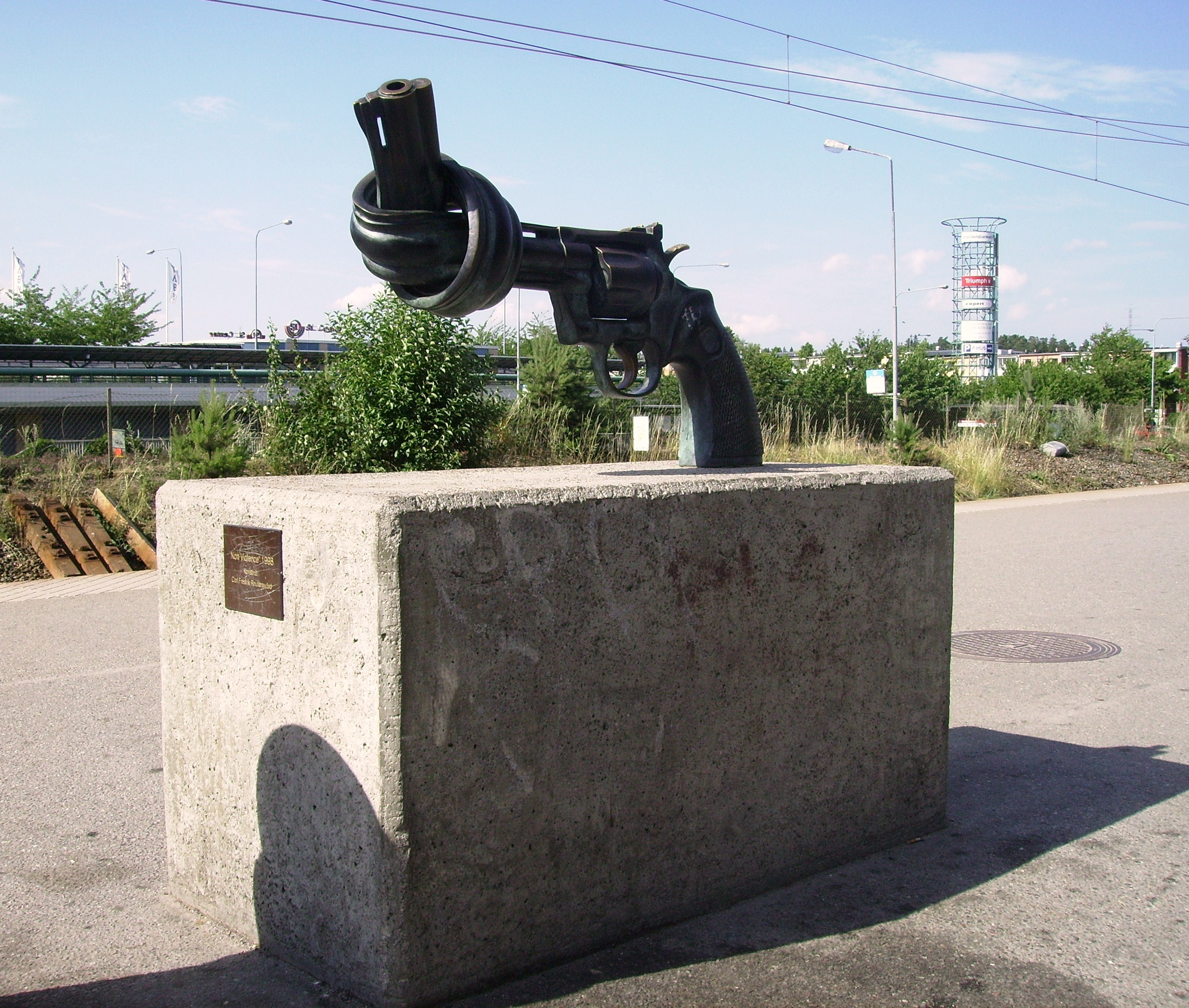
Täby
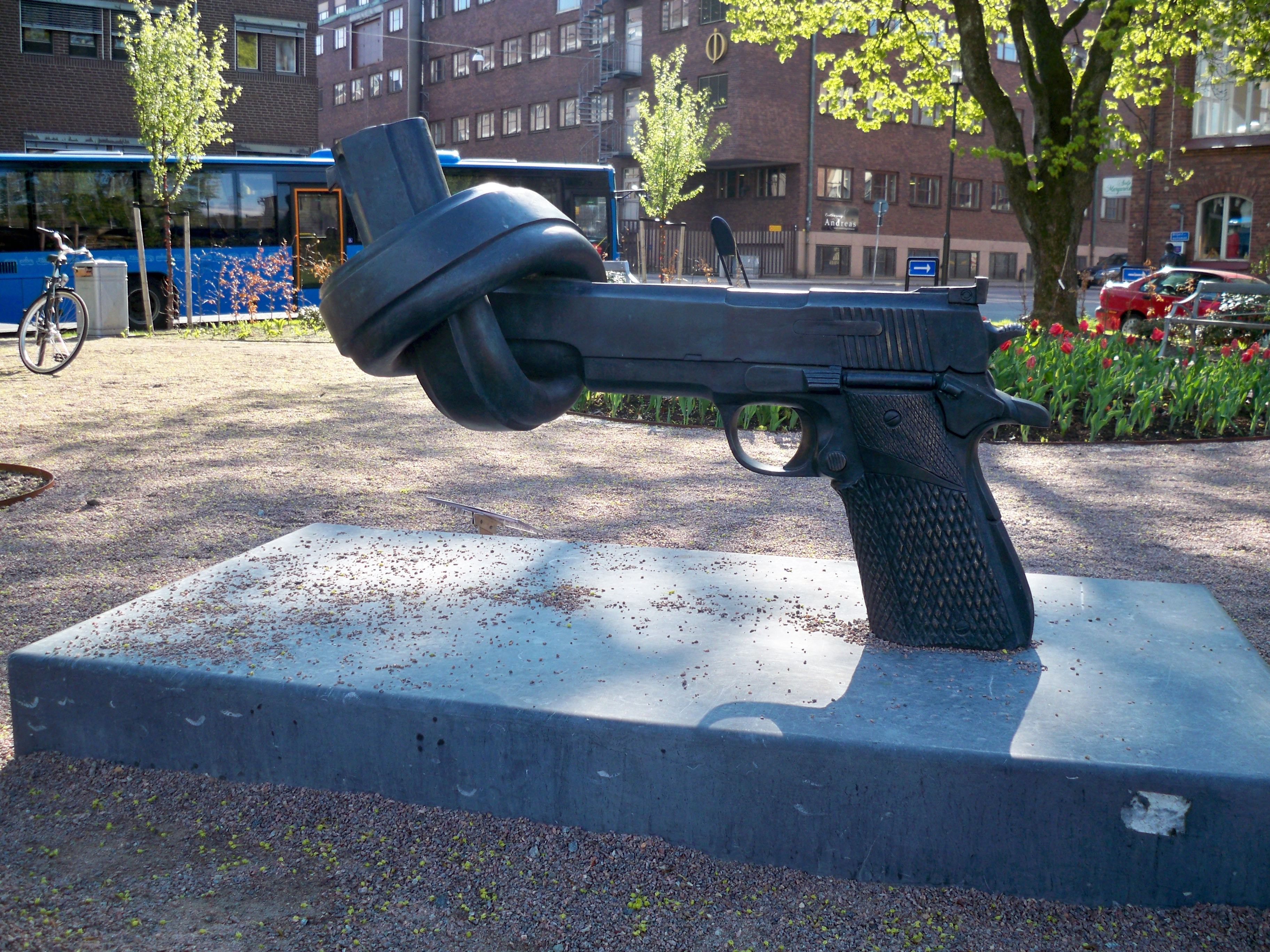
Borås (en Colt M1911)
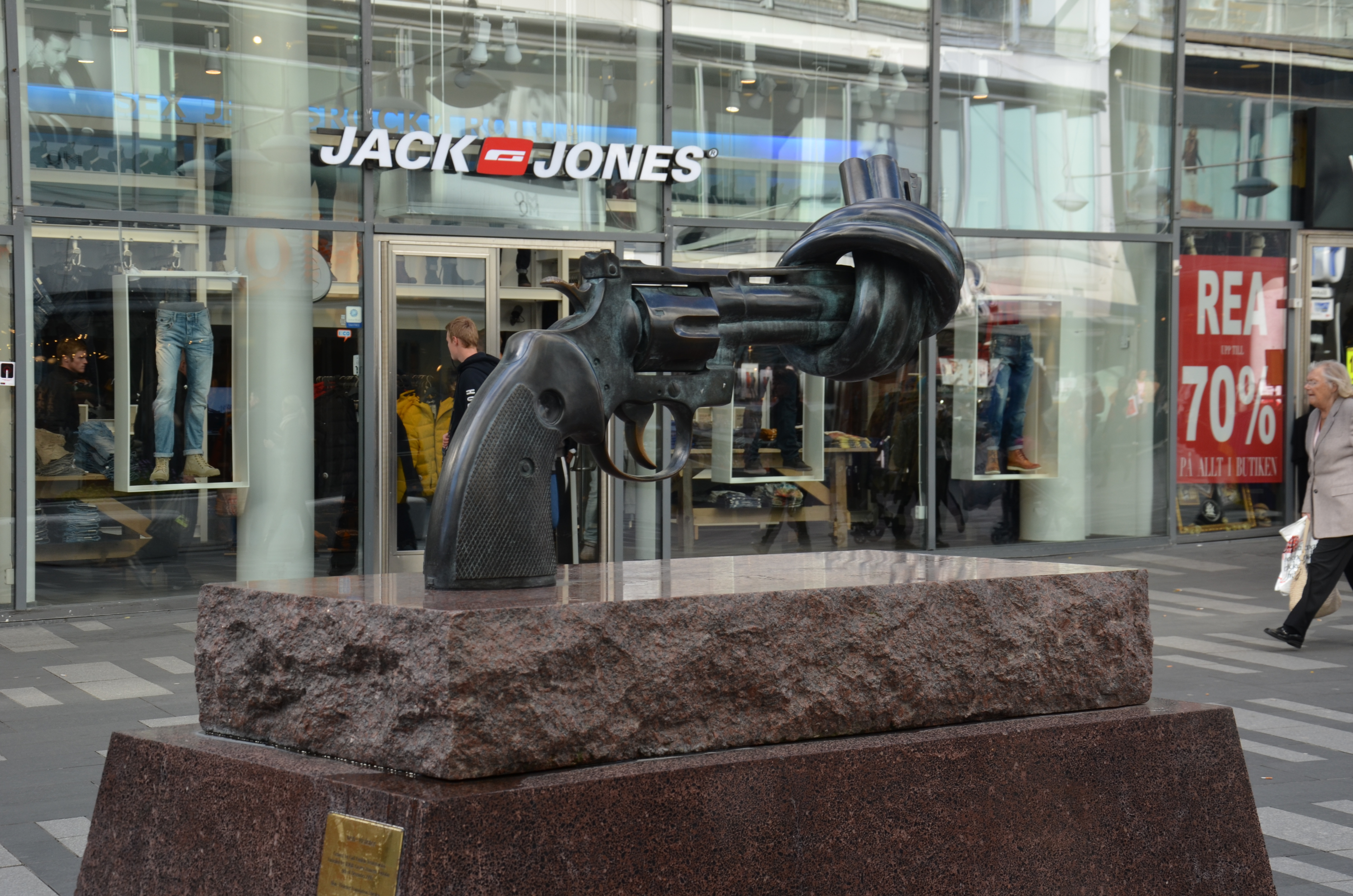
Sergelgatan, Stockholm
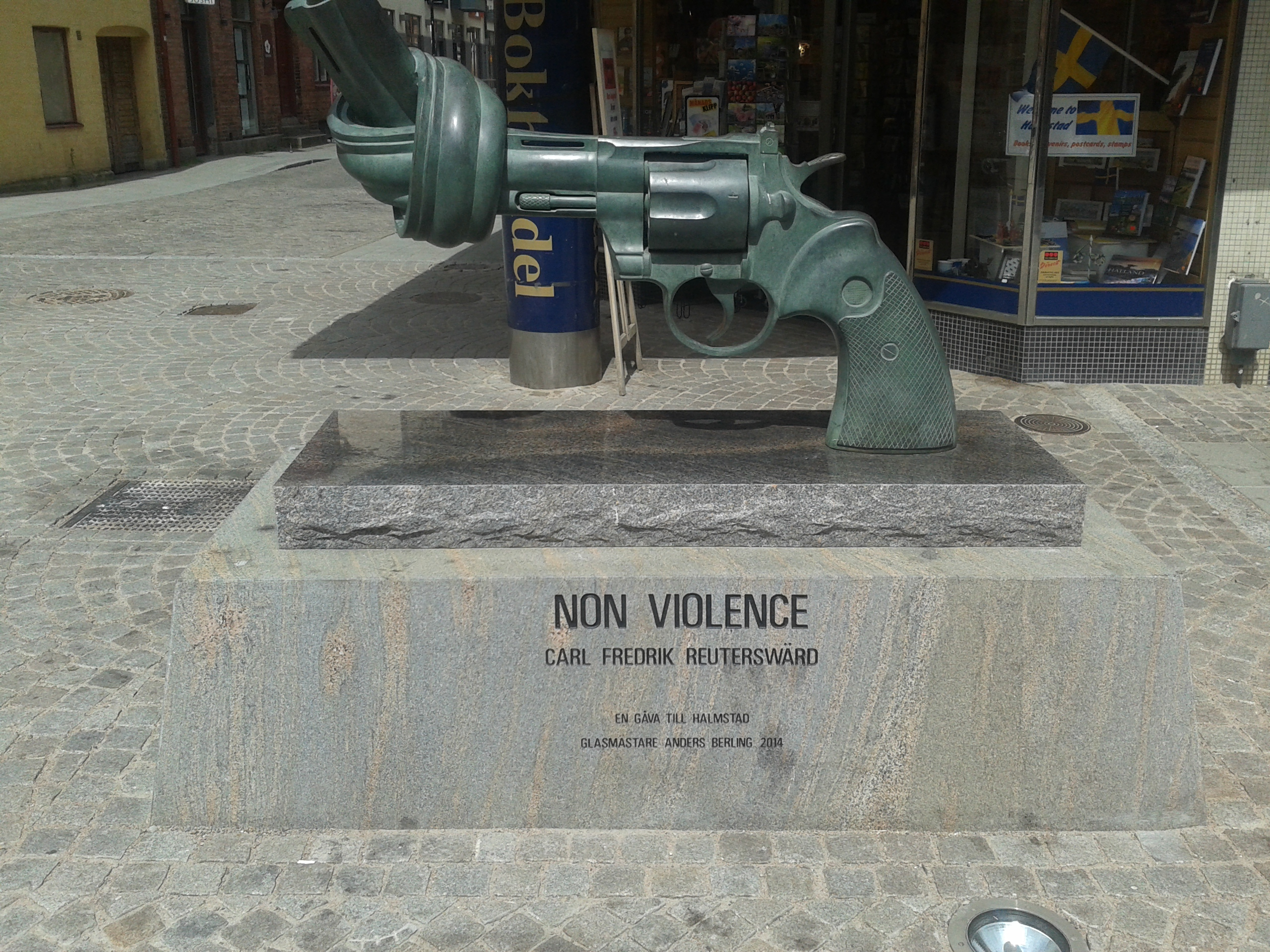
Halmstad
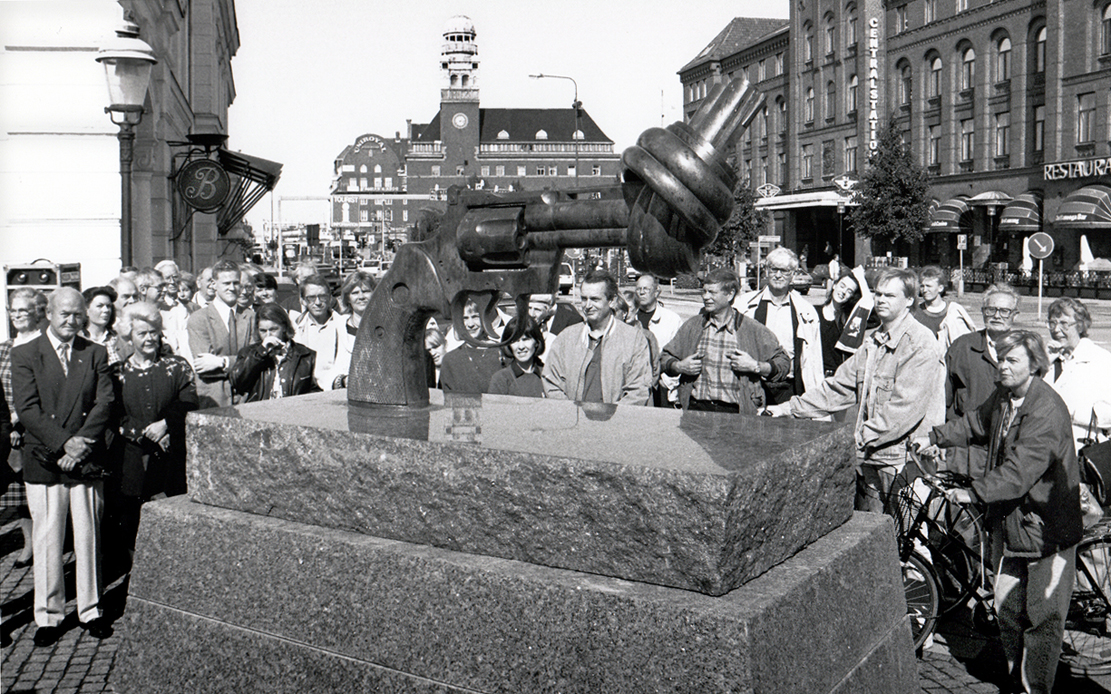
Invigdes i Malmö vid Centralstationen 1992.
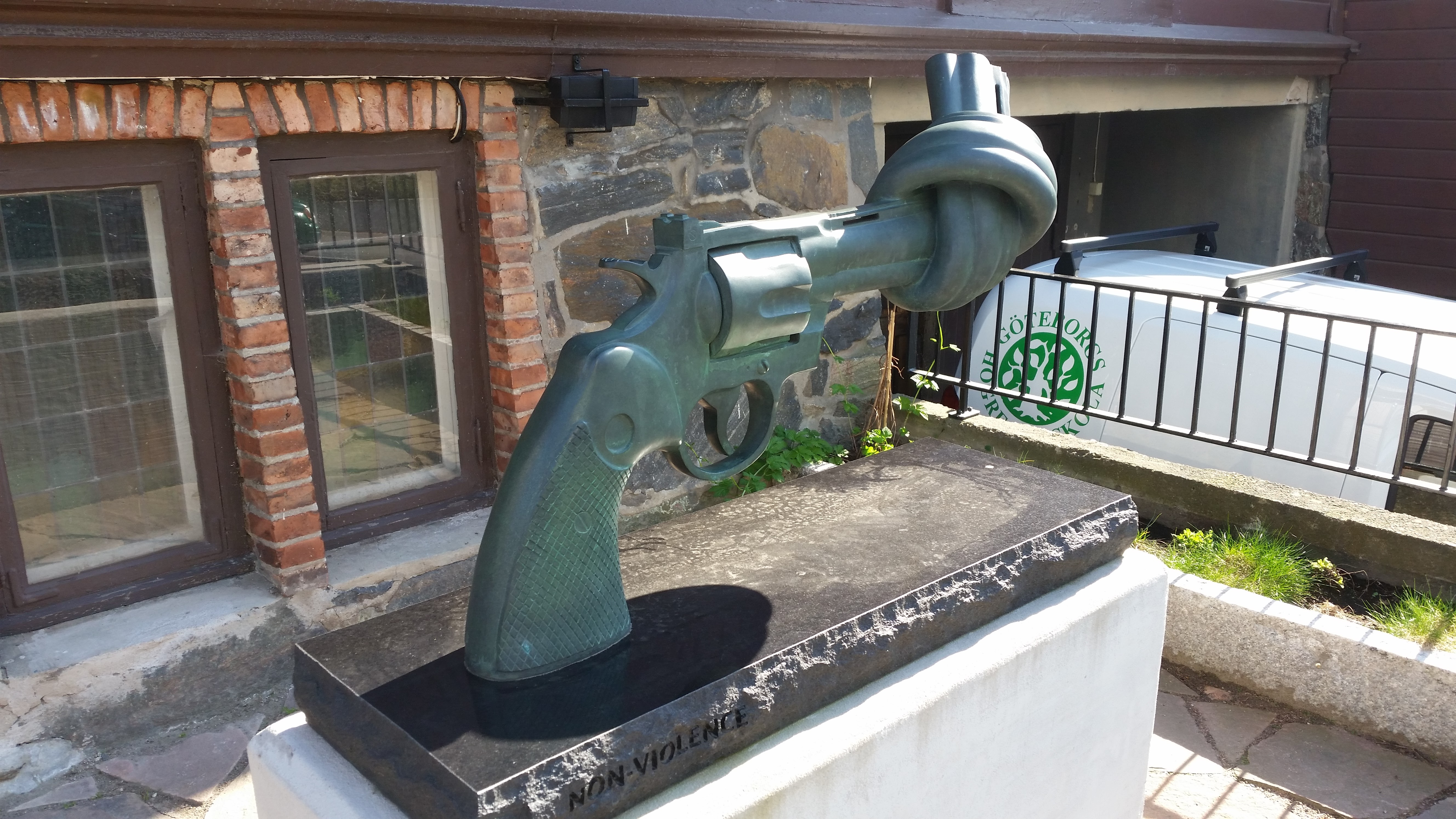
Lilla Samskolan på Föreningsgatan i Göteborg.
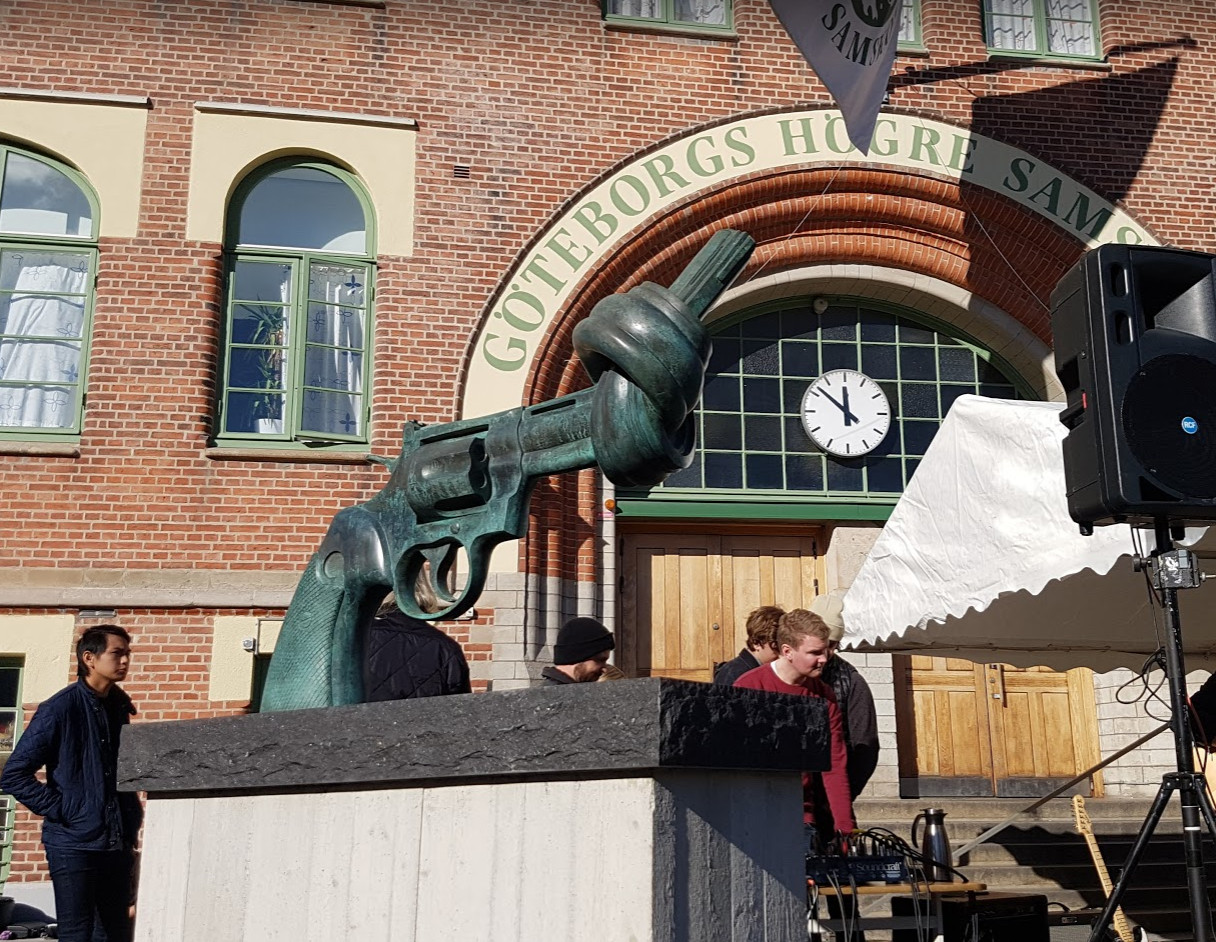
Stora Samskolan på Stampgatan 13 i Göteborg
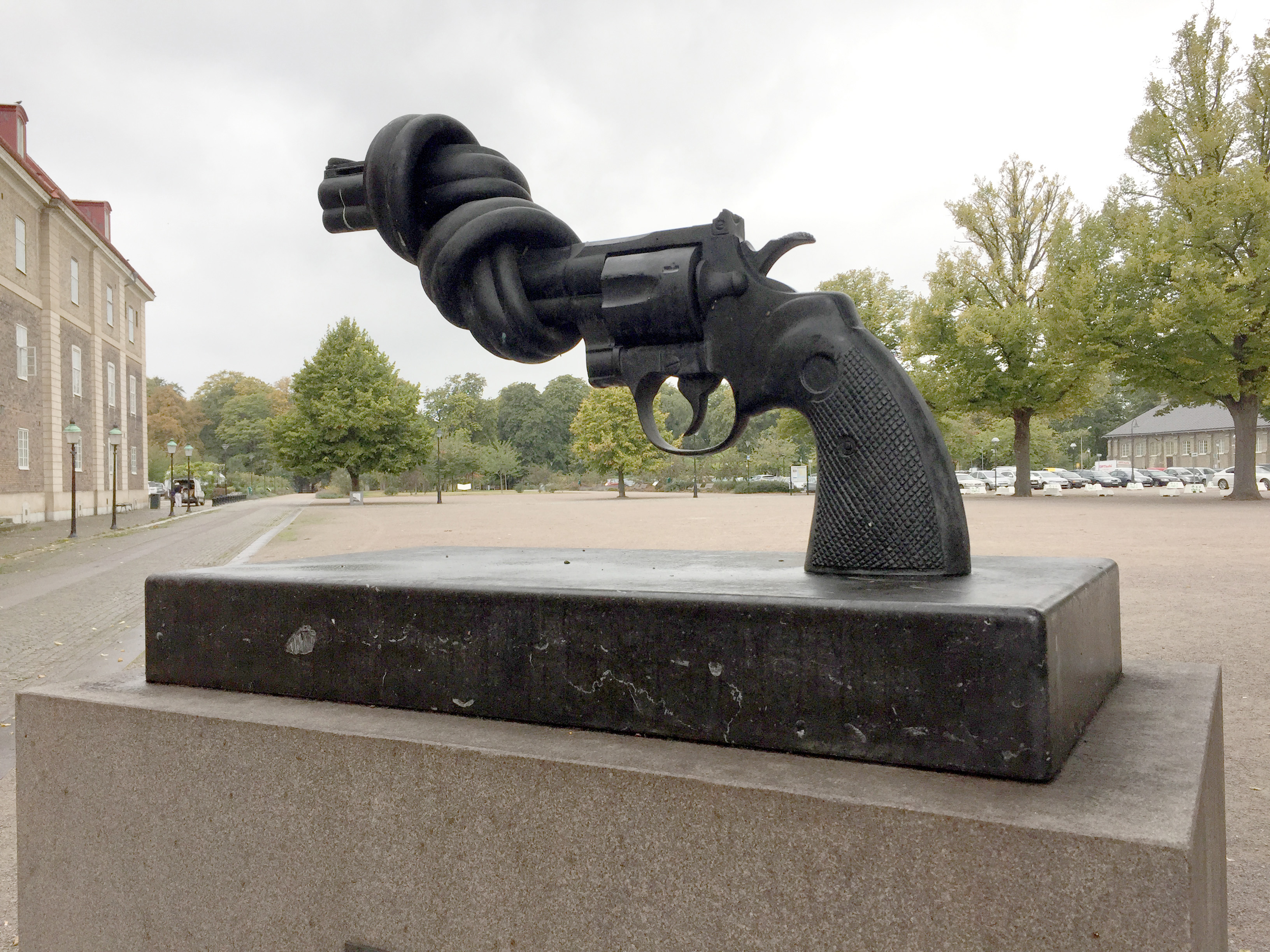
Landskrona